# Synode de Melfi
Plusieurs synodes ou conciles se sont tenus à Melfi, dans le sud de l'Italie.
- Premier concile de Melfi (3-23 août 1059) : Après le décret du Latran du 13 avril 1059 qui décide que le Pape sera désormais élu par les cardinaux, le pape Nicolas II perd le soutien de l’Église allemande. Il réunit les évêques italiens à Melfi, en présence d'Hildebrand, de Richard Ier d'Aversa  et de Robert Guiscard. La simonie et le nicolaïsme sont condamnés. Lors de la clôture du concile, Richard d'Aversa reçoit du pape l'investiture de la principauté de Capoue et Robert Guiscard celle du duché d'Apulie, de Calabre et de Sicile et les Normands confirment la souveraineté du pape sur l'Italie et la Sicile[1].
- Second concile de Melfi (1er août-septembre 1067), réuni par le pape Alexandre II. Guillaume de Hauteville est excommunié[2].
- Troisième concile de Melfi (10 - 17 septembre 1089), réuni par le pape Urbain II. Il annonce la première croisade, condamne les pratiques de simonie et le concubinage des prêtres. Le duc Roger Borsa renouvelle l'hommage lige au pape Urbain II qui lui confère l'investiture de ses conquêtes avec un étendard pontifical[3].
- Quatrième concile de Melfi  (août 1101, date incertaine), réuni par le pape Pascal II. Excommunication de la ville de Bénévent.
- Cinquième concile de Melfi (4 - 18 juillet 1137), réuni par le pape Innocent II. Il conduit à l'excommunication de l'antipape Anaclet II et la déposition de Roger II de Hauteville en faveur Rainulf d'Alife, de la famille rivale des Quarrel-Drengot

## Sources
- (it) Cet article est partiellement ou en totalité issu de l’article de Wikipédia en italien intitulé « Concilio di Melfi » (voir la liste des auteurs).